# 天野美優
天野 美優（あまの みゆ、1998年1月11日 - ）は、神奈川県出身の元AV女優。ARROWS所属。

## 略歴・人物
2016年11月にデビューした巨乳AV女優。
趣味・特技は、水泳、バドミントン、バレエ。
一番好きな体位はバック。
作中でもバックで責められた際は頻繁にハメ潮を垂れ流している。

## 出演作品

### アダルトDVD
2016年
- Mの原石発掘! 18歳Gカップ! 盛りのついたフレッシュマゾヒストAVデビュー!（11月1日、えむっ娘ラボ）

2017年
- ひとめボレ★ 格闘技会場で見つけたラウンドガールは白桃 巨乳Hcup悶絶美少女 ガチで口説いてAV出演させちゃいました!!（1月1日、キチックス）※「MIYU」名義
- びっしょり汗だく爆乳家政婦 〜派遣先の男達の興奮が収まらない濡れ透け肉感ボディ〜（1月7日、Fitch）
- 平成10年生まれの完璧ボディ 天野美優  〜未熟な顔に完熟したGカップを持つエロすぎる身体のMっ娘18歳に初中出し初潮吹き初顔射（1月7日、ゴールデンタイム）
- 18歳! もう最高すぎる、巨乳美少女ちゃん 〜18年守ってきた新鮮子宮にドロドロ中出し体験〜（1月7日、ジェントルマン）※「みゆ」名義
- 君の名は「みゆ」。犯される事で知った喜び…（1月13日、FIRST STAR）※「みゆ」名義
- GからHカップで再デビュー!? まだまだおっぱい成長中! 本物Hcup巨乳 天野美優 18歳（2月1日、ロリ専科）
- おっぱいだけって言ったじゃん! 巨乳Hcup女子校生（4月1日、ロリ専科）
- もう、出さないでください! メロメロおま●こプルルン　HcupおっぱいドMっ娘（5月1日、ロリ専科）
- キミだけに語りかけ! ロ●!JK!メイド!15人! オマ●コぴちゃぴちゃ 指入れ自画撮りオナニー 4時間SP vol.16（5月1日、ロリ専科）
- 東京BUNNY NIGHT 超美乳パイズリGカップ（5月25日、BeFree）
- お姉さんの爆乳が卑猥過ぎて秒殺で悩殺!!（6月7日、unfinished）
- 家庭教師が巨乳受験生にした事の全記録 隠撮カメラFILE（6月15日、グローリークエスト）
- 感度覚醒!! 乳腺オイルマッサージ オッパイの隠れた性感帯を刺激して痙攣鬼イカせ Vol.3（7月1日、OPPAI）
- 一度仕方なく許してしまった近所の絶倫少年とズルズル性交を重ねるうちに若いチ○ポでの絶頂にハマってしまい、ダンナにバレるスレスレで何回も中出しされ続けた敏感巨乳若妻 2（7月6日、アイエナジー）
- 校則が厳しい超お嬢様女子校は見た目は清楚だけど実はヤリマンだらけ!! 非常勤講師として行った先がお嬢様女子校!黒髪の乙女の花園と思いきや、清楚な見た目とは反して女子たちはみんなヤリマン!小中高と女子校育ちの反動でセックス大好き女子に!だから学校で唯一の男であるボクをあの手この手でイタズラ誘惑してくるので勃起しまくり授業どころではありません!そんな勃起で火が着いたのか次々と誘ってくる女子たち!（7月7日、Hunter）
- 思わず●RECしたくなる着衣爆乳おっぱい（7月7日、unfinished）※「美優」名義
- 名物「特盛り潮茶漬け」 下町母子の弁当屋 涙の人情ものがたり 後継ぎ編（7月14日、Million）
- 水着素人ガチ軟派 in 湘南サザンビーチ（7月14日、S級素人）
- 朝目覚めたら姉さん(妹)が僕の朝ダチ○ポをつかってお口でコンドームの装着練習をしていた! ちょそんなんされたら我慢できないよぉ!寝起きの頭は脳内射精寸前! 目覚めたカラダは辛抱たまらず近親マ○コにおはズボ挿入!! 3（7月14日、SCOOP）
- 超絶倫巨乳少女! 4 突然出来た妹は超ヤリマン女子校に通う女子校生! いつも超無防備無警戒だからパンチラ胸チラ乳首チラしまくりでボクは毎日勃起しまくり!しかも恥ずかしながらちょっとボクのおちんちんは大きくて勃起を隠しきれません!結局バレてしまいヤバい!と思ったらボクのデカチン勃起にまさかの発情! 我慢できなくなってボクのデカチ○ポに貪りついてきた!とにかく妹は腰を振って腰を振って所構わずヤリまくってくるのです!! 何度も何度も強制的に妹の中で発射させられボクのチ○ポが勃起しなくなるまで何度もヤラレちゃいました!（7月19日、Hunter）
- 妹近親相姦お仕置き中出し性交（8月1日、sister）
- 「やばい!オマ●コイッちゃう!」 アヘ顔全開! 清純派女子校生12人がすご〜くエッチな自撮りに大興奮!もっとエッチな私を見て欲しいな… オマ●コぴちゃぴちゃ 指入れ投稿オナニー 4時間（8月1日、ロリ専科）
- 都内お嬢様女子校の田舎で行われた水泳部合宿に潜入!きらめく青空の下でたっぷりとナマ中出しレ○プ!ウブで新品同様のオマ○コをコンクリ破砕ドリルバイブでトドメ刺しアクメ!（8月1日、サディスティックヴィレッジ）
- ムッツリ 地味っこ童顔爆乳ちゃん→絶叫エビぞりイキ狂い 中出し懇願チ●ポ堕ち!（8月1日、キチックス）※「かんな」名義
- ボイン大好き しょう太くんのHなイタズラ 親戚のボインお姉ちゃんと別荘夏休み編（8月3日、グローリークエスト）
- 巨乳女医による中出し訪問診療（8月11日、BAZOOKA）
- 実は巨乳、清純女子校生（8月11日、S級素人）※「まい」名義
- 中出し学級崩壊 新任教師である僕の妻がDQN生徒たちの肉便器にされました（8月19日、ミセスの素顔）
- 普段は強気な義理のお姉ちゃんと超密着で変な雰囲気に!! 突然、僕にできた義理のお姉ちゃんは顔は可愛いんだけど性格にちょっと難あり!? とにかく強気で口うるさくて、ナヨナヨしている草食系の僕が嫌いみたい!! 両親がいないある夜、急な嵐で停電に!! 僕は懐中電灯だけで部屋にいたら、ビビったお姉ちゃんが僕の部屋に入ってきた!しかも何やら可愛いらしい感じでいつもと違う!! 超可愛いらしい女の子!! そして『電気がつくまで一緒に居てもいい?』と言ってきた!当然僕はOK!! 怖がっているお姉ちゃんはとにかく僕に密着!密着していたら僕は当然勃起!!流石に怒られるかと思ったら勃起チ○ポを見たお姉ちゃんが何やらモジモジしだして… まさかの神展開へ!!（8月19日、ゴールデンタイム）
- ガッテン 女子校生応援企画! “アクメ暗記パンツ”で脳内エンドルフィン絶頂イキ! 「女子校生諸君!記憶力を上げる勉強法を教えちゃいます!」（8月19日、キチックス）※「りか」名義
- 赤羽・柏・川崎・土浦・綾瀬 お小遣いが欲しいビンボー部活少女 学校帰りの援交録 5人収録（8月19日、キチックス）
- 孕ませ美少女8人4時間 オヤジの生チ○ポで種付け撮り8連発!（8月25日、S級素人）
- 社パNTR 【衝撃】 ウチの妻が働く会社の親会社の打ち上げで明らかに苦手そうな社員にセクハラされていたが最後の方はなんだか楽しげにヤッていた（8月30日、タカラ映像）
- 顔出し解禁!! マジックミラー便 王道2017 総勢30人! 未成年の素人ビキニ限定 超拡大スペシャル!2枚組8時間!本番10人祭り!! 真夏のリゾートプールにMM便が潜入!にぎわうプールサイドでナンパした10代の水着素人女子たちが生まれて初めてのデカチンSEX!!（9月1日、ディープス）※「あんな」名義　※AV OPEN 2017 総合部門2位・ドキュメンタリー部門1位
- おま●こ取扱説明書 3（9月1日、BURST）
- 修学旅行の夜に突然訪れた奇跡の夜!!布団の中で好きな子と一緒になったら興奮が隠せるはずがない!!性に盛んな男女の下半身はぐっちょり濡れ当然ナマでそのまま中出しSEX!!部屋全体がエロに包まれ、最後は全員酒池肉林状態に!!（9月8日、SCOOP）
- 奇跡のヤリマン娘! エロ過ぎるスケベ巨乳で汗だく絶倫キメパコ中出し!（9月19日、キチックス）
- めっちゃカワ従順メイド中出し 時々オナニー 4時間（10月1日、BURST）
- 家事代行サービスの現役専業主婦 どうせ来るのおばさんだろうと思って頼んだらモロ好みの人妻がやってきたので中出しした!!（10月7日、かぐや姫Pt）
- 女子アナ美優のむらり旅（10月12日、タカラ映像）
- 欲求腐満子 みゆ(19歳) 元カレがセフレです。もっとセックスが上手になればヨリを戻せますか?特訓して欲しいんですけど…（10月25日、ティーチャー）※「みゆ」名義
- 自画撮りプライベートオナニー 2 厳選ドスケベ美女13人（11月2日、グローリークエスト）
- 憧れのあの子に勇気を出して告白!でも、あっさり撃沈（つд-。）それでも諦めきれなくて「実は俺、余命3ヶ月なんだ…」と嘘をつき同情を買い、死ぬ前にエッチをしたいと懇願!「素股までなら」と約束したが我慢できずに挿入すると…（11月3日、DOC）
- 一般男女モニタリングAV 素人大学生の性欲徹底検証 朝までエッチしなければ賞金10万円! 終電を逃した男女の友達はラブホテルで2人っきりになったら1発10万円の連続射精セックスに挑戦してしまうのか!? 3 彼氏がいてもラブホテルのエッチな雰囲気に呑まれた女子大生オマ○コが男友達のフル勃起チ○ポを生挿入で人生初の中出しセックス!! 4組合計17発を完全盗撮!（11月7日、ディープス）※「なごみ」名義
- 家政婦を呼んだらまさかのデカ乳デカ尻のフロントジッパー競泳水着のオンナが! 尻に食い込む水着!ハミ出るオッパイに興奮した僕は我慢できず即ハメ生挿入! 膣奥に響く激ピストンで豊満ボディを揺さぶりながら何度もイキまくり! 気持ち良過ぎて何度も中出し懇願! 2（11月10日、V&R PRODUCE）
- 18才感度良好! イキ過ぎちゃったGカップ援交女子●生（11月24日、宇宙企画）
- 朝のゴミ捨て場ですれ違うノーブラ奥さん（11月24日、人妻花園劇場）
- 寝取られ限定 高校時代の同窓会にやってきた元クラスメイトは就職活動真っ最中! リクルートスーツではっちゃけ悪酔い!二次会思い出ビデオ 〜同窓会NTR〜（11月25日、お持ち帰り）※「りん」名義
- 定年退職してヒマになったドスケベ義父の嫁いぢり（12月1日、ヴィーナス）
- ノーカット撮影 汗だく性交。煌めく汗。溢れる愛液。吹き出す潮。（12月1日、TEPPAN）
- 秘境、炉利巨乳村。（12月1日、キチックス）
- デリヘルを呼んだら学生時代に僕をイジめてた女が来たので中出ししたった! 2 強気な姿勢を見せてきたけど、ハメたら嫌がりながらもこいつ感じ始めたぞ。イジメっ子のっ癖に実はドMだったなんて…(笑)（12月7日、かぐや姫Pt）
- 学園イチ可愛い学級委員長はめちゃくちゃエッチな中出し美少女（12月8日、宇宙企画）
- ボイン独身寮（12月21日、グローリークエスト）
- 爆乳Gカップ娘 絶頂ズコバコSEX（12月22日、REAL）
- ニートの妹は隠れ巨乳のGカップ! そしてニートになった僕との真っ昼間、兄妹水入らず2人っきりのいやらしい時間!!（12月26日、思春期フィクション）

2018年
- デリヘル呼んだら妹が来た! 結果、お店に内緒で中出し本番セックスする事になる（1月1日、sister）
- 昔おれをイジメていた幼馴染とデリヘルでまさかの遭遇!!風俗嬢になったことをネタに当然のように本番を強要し何度も呼び出し中出しSEX（1月1日、kira☆kira）
- 誘惑する義母の無防備なノーブラ谷間（1月1日、ABC）
- 絶対にナマで連射させてくれる連続中出しソープ（1月7日、本中）
- 極上ボディで何度も射精させちゃう超淫乱高級デリヘル嬢（1月12日、BAZOOKA）
- 「一度でいいから揉んでみたい!」 黒パンストを履いたデカ尻同僚に僕が睡眠薬を飲ませて、夢の豊満ボディを堪能し何度も中出し! 2（1月12日、V&R PRODUCE）
- 覚醒注意 悔しがり目線。 主観夫目線無言テロップ処理（1月18日、タカラ映像）
- 老働者に輪姦され性奴隷と化す巨乳未亡人 (2月15日、グローリークエスト)
- 中出しでおもてなし (ハート) 超高級逆ソープ (2月22日、SODクリエイト)
- 夫が留守中の団地の一室で巨乳妻たちが密かに禁止行為営業する密着オイルエステ (3月2日、DOC)
- 娘の友達に恋におちて ジャパニーズ・ビューティー (3月19日、禁断の果実/妄想族)
- おっぱいで超誘惑してくる新人セクキャバ嬢 (4月7日、unfinished)
- ガニ股レースクイーン (4月19日、グローリークエスト)
- 青い誘惑 弄ばれる家庭教師 (4月25日、禁断の果実/妄想族)
- 奴隷志願 7 初拘束プレイ×中出し (5月18日、MAD)
- 天野美優 プレミアムベスト8時間 (5月19日、キチックス/妄想族) ※単体ベスト
- 可愛い顔してデカ尻!! (5月20日、MARRION)
- パンティ越しでもわかるほどぷっくり勃起したクリトリスをこねくり回され発情する敏感娘（5月24日、ナチュラルハイ）
- 10秒あれば男のIQを破壊する。 (6月8日、バルタン)
- ショートパンツを穿いているのに実はノーパン!無防備に過ごす姉のマンチラ姿に興奮した童貞弟が我慢できずまさかの即ハメ!筆おろしSEXで必死に激ピストンする弟は早漏すぎて死ぬほど中出し! (6月8日、V&R PRODUCE)
- 彼女の犯したアヤマチ (6月13日、無垢)
- 時間停止おっぱいモミモミ学園 3 強制解除で絶叫パニック中出しレ×プ (6月19日、OPPAI)
- 舐められたくて舐めたい粘着メガネ腐女子 (6月19日、MARRION)
- 出会って即生ハメ!即中イキッ!中出し直後のビクッビクンってイッてる時に激ピストン再開!「もうイッてるってばぁ!」抵抗を無視して追撃ピストン連続中出し!! (6月25日、本中)
- 【閲覧注意】これは僕が数年前にとあるシェアハウスに住んでいた時に起こった人生最大の屈辱的な体験です。ルームメイトに彼女が寝取られていた現場 (6月26日、h.m.p DORAMA)
- クローゼット ～幼馴染の真実～ (8月13日、MOODYZ)
- 肉体接待を強要された巨乳若女将 (8月13日、オーロラプロジェクト・アネックス)
- 天野美優BEST vol.1 (10月18日、グローリークエスト) ※単体ベスト
- タイガー小堺監督の人気AV女優人生相談 Vol.2 AV女優の素の顔を見てみませんか? (11月22日、SODクリエイト)

### VR
2017年
- キタ――!! まさかの両思いだった クラスで人気No.1の爆乳女子と生中出しSEX（8月4日、SCOOP VR）
- 長尺・高画質VR 天野美優 生中出し ナンパして車内でヤッちゃえ! 激カワ巨乳娘GET（9月23日、ブイワンVR）
- 毎日LOVEイチャ高密着オッパイ責めまくり中出しSEX（11月6日、ViVidVR）
- だいしゅき♥ 女子校生の抱きしめ中出しSEX（11月8日、KMPVR）
- 両耳で囁くトリプルバイノーラル淫語責め！セクシー下着の3人娘が唾たらし焦らし寸止め超高級痴女ハーレム!（12月15日、SODVR）
- 長尺148分・高画質 1周年記念作品 全編撮り下ろし 全員生中出し ラブイチャVR彼女 SPECIAL（12月16日、ブイワンVR）
- 長尺VR エロすぎるレジェンドVR学園 (12月30日、BAZOOKAVR)

2018年
- 徹底攻略VR (3月27日、徹底攻略VR)
- ももじりブルマ倶楽部 (5月2日、グローリークエストVR)

### イメージDVD
- Miyu Hカップは成長期!!（2017年7月6日、REbecca）
- ボクのおっぱい!（2017年10月27日、スパイスビジュアル）※「そらのゆみ」名義